# Opiate (álbum de 1992)
Opiate é um EP da banda americana de metal alternativo Tool. Foi produzido e engenhado por Sylvia Massy e pelo ex-baixista do Minor Threat, Steve Hansgen. Lançado em 1992, foi o resultado de cerca de dois anos dos membros tocando juntos após a sua formação em 1990. Opiate precedeu por um ano o primeiro lançamento completo da banda, Undertow. O título do EP deriva da frase "religião é o ópio das massas". Desde 7 de julho de 2010, Opiate vendeu mais de 1,155,000 cópias nos EUA e foi certificado pela RIAA com disco de platina. O EP chegou a várias paradas internacionais quando a banda lançou seu catálogo em streaming em agosto de 2019.

## Contexto e gravação
O EP apresenta sete músicas que abrangem seis faixas, duas das quais são gravações ao vivo. A maioria das versões do EP (todas, exceto o cassete) apresenta a sétima música escondida intitulada "The Gaping Lotus Experience". Nas versões em CD, a música está escondida no final da última faixa "Opiate", e começa aproximadamente 6 minutos e 10 segundos depois que "Opiate" for concluído. Cópias de vinil do EP apresentavam um duplo sulco no segundo lado; um que continha "Cold and Ugly", com o segundo contendo "The Gaping Lotus Experience" e um pequeno período de silêncio. Ambos os sulcos levavam à música "Jerk-Off".
A música "Sweat" foi escolhida para a trilha sonora do filme Escape from L.A.
"Cold and Ugly" e "Jerk-Off" foram gravados especialmente para o álbum no Jellö Loft na véspera de ano-novo de 1991 com uma plateia ao vivo. Como resultado, essas duas músicas nunca foram disponibilizadas como verdadeiras gravações de estúdio, exceto pela demo de 1991 da banda. Esta demo tape, intitulada 72826, também apresentava versões antigas de "Hush" e "Part of Me" (assim como "Crawl Away" e "Sober", que acabariam por ser lançadas no Undertow) e foi usada para a banda obter um contrato. Todas as quatro músicas foram regravadas para este álbum.
No encarte original do CD para o álbum há uma colagem de fotos dos membros da banda como crianças, entre vários itens e bugigangas, e também inclui uma foto de alguém se envolvendo em necrofilia com um cadáver bem decomposto. Na verdade, é um amigo da banda brincando no estúdio do produtor Stan Winston.
Um videoclipe preto e branco foi feito para a faixa single "Hush", o primeiro da banda. O canal de música canadense MuchMusic tocava regularmente.

## Música e Letras
Muitos fãs consideram Opiate como o álbum mais pesado da banda (junto com Undertow). A conexão que os fãs tem com o EP foi até mesmo abordada na música "Hooker with a Penis" do terceiro lançamento da banda, Ænima. O EP apresenta estruturas musicais simples, no lugar das características progressivas pelas quais a banda ficaria conhecida posteriormente em sua carreira. Em uma entrevista de 2013, o guitarrista Adam Jones declarou: "Eu amo metal, mas eu amo as outras coisas que foram contribuídas pela banda. Quando começamos, a gravadora disse que tínhamos que escolher nossas músicas mais pesadas, porque esse é o impacto - você é metal e isso é importante".
Alguns dos assuntos líricos explorados em Opiate incluem censura e religião organizada.

## Reedição em 2013
Em 26 de março de 2013 a banda lançou um pacote especial de edição limitada do 21º aniversário do trabalho, que inclui bônus como novas obras de arte. O artista Adi Granov forneceu as ilustrações para a embalagem que foi limitada em apenas 5.000 cópias. A embalagem também foi feita com uma antiga 'Heidelberg Cylinder Press'.

## Faixas
Todas as músicas foram compostas por Adam Jones, Danny Carey, Maynard James Keenan e Paul D'Amour.
| N.º            | Título | Duração |  |
| 1.             | "Sweat" | 3:46    |  |
| 2.             | "Hush" | 2:48    |  |
| 3.             | "Part of Me" | 3:17    |  |
| 4.             | "Cold and Ugly" (ao vivo) | 4:09    |  |
| 5.             | "Jerk-Off" (ao vivo) | 4:24    |  |
| 6.             | "Opiate" (A música termina em 5:20. A faixa escondida "The Gaping Lotus Experience" começa em 6:10, depois de 50 segundos de silêncio) | 8:28    |  |
| Duração total: | Duração total: | 26:52   |  |

"Cold and Ugly" e "Jerk-Off" foram gravadas ao vivo na virada de ano 1991-1992 no Jellö Loft, em Hollywood, CA

## Músicos
- Maynard James Keenan - vocal
- Adam Jones - guitarra
- Paul D'Amour - baixo
- Danny Carey - bateria

## Certificações
| País           | Certificação      | Vendas     |
| -------------- | ----------------- | ---------- |
| Estados Unidos | 1× Platina - RIAA | 1,155,000+ |
| Austrália      | 1× Platina - ARIA | 70,000+    |